# Acernaspis
Acernaspis es un género extinto de trilobite conocido desde el Silúrico. Contiene dos especies: A. elliptifrons y A. salmoensis. A veces se encuentra preservado en madrigueras de diferentes formas, a menudo en asociación con mudas múltiples, lo que sugiere que utilizaba túneles como refugios durante su vulnerable etapa de muda.